# 擦绒·达桑占堆

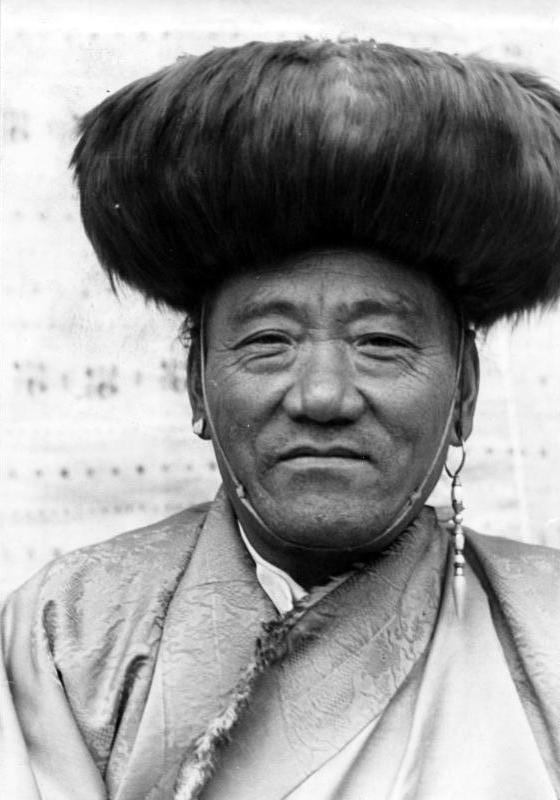
擦绒·达桑占堆（摄于1938年）

擦绒·达桑占堆（藏語：ཚ་རོང་ཟླ་བཟང་དགྲ་འདུལ་，威利转写：tsha rong zla bzang dgra 'dul，THL：Tsarong Dazang Dradül，1888年—1959年5月14日），藏族，西藏彭波人，后成为西藏贵族，曾任藏軍總司令，以主张现代化改革而著称。

## 生平
达桑占堆出身卑微，是西藏彭波地区一箭匠之子，早年曾在拉萨色拉寺出家。后成为主管罗布林卡的一位僧官的侍从。此后在一位名叫孜尼昌巴的医师手下任职，1909年与孜尼昌巴一同随十三世达赖逃往内地，因受达赖赏识而成为了他的贴身待从。1910年达赖逃往印度途中他因保卫有功，而逐渐获达赖的器重。
达赖回到拉萨后，于1912年让他入成擦绒家族，以继承当年被杀的噶伦擦绒·旺秋杰布留下的家族产业。1913年任命他为藏军总司令，并获“扎萨克”头衔。1914年出任噶伦。此后他的权势与影响日益攀升，后来这引起了达赖的忧虑，加上达赖对他亲英思想的不满，于1925年解除了他藏军总司令的职务，后来又被迫离开噶厦。

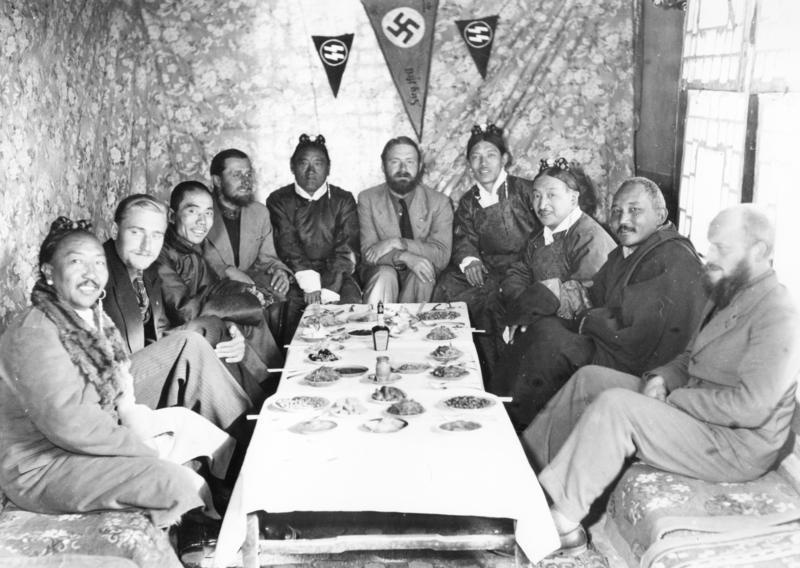
1938年擦绒與國民政府駐藏諮議張威白、車仁·晉美、四個拉格比公學男孩和納粹德國恩斯特·舍费尔探險隊

尽管离开了政治中心，达桑占堆依旧在西藏有着很大的影响力，尤其以善于经商以及主张学习西方进行改革而著称。在担任噶伦期间他就主持建立了西藏最早的铸币厂、纺织厂，是西藏近代工业的开创者之一。1937年，他参与了西藏的第一座现代水泥钢筋桥赤桑桥的设计及建造工程。他还将原本债台高筑的擦绒家族打理得井井有条，1940年代擦绒家族成为了西藏最为富有的贵族之一。

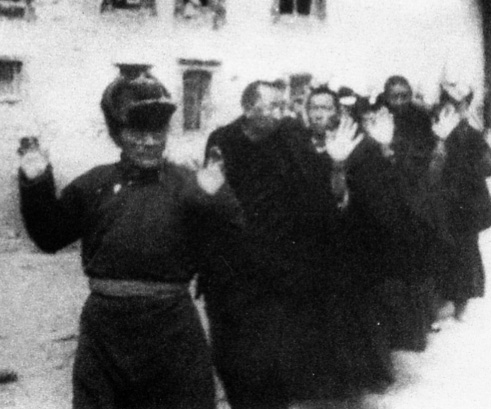
1959年拉萨骚乱后被捕的擦绒

1959年拉萨骚乱后，他被捕入狱，并于同年5月14日在狱中去世。

## 家庭
長子擦绒·顿堆朗杰；大女兒次仁央宗，嫁给了不丹首相晋美多吉；二女兒德吉卓玛，嫁给尧西平康·次仁顿珠；三女兒索朗卓玛，嫁给嘎苏顿珠；四女兒次仁卓玛，嫁给了德穆活佛的大公子；五女兒顿珠卓玛；幼子擦绒·平措坚村。